# National Women's Basketball League 2003
La stagione NWBL 2003 fu la terza della National Women's Basketball League. Parteciparono 6 squadre in un unico girone.
Rispetto alla stagione precedente, la lega perse le Atlanta Justice, che fallirono. Le Kansas City Legacy si trasferirono a Knoxville, rinominandosi Tennessee Fury. Si aggiunse una nuova franchigia: le Grand Rapids Blizzard.

## Squadre partecipanti
- Birmingham Power
- Chicago Blaze
- G. Rapids Blizzard
- Houston Stealth
- Springfield Spirit
- Tennessee Fury

## Classifica finale
| Squadra               | V  | P  | %    | GB |
| --------------------- | -- | -- | ---- | -- |
| Springfield Spirit    | 17 | 4  | 81,0 |    |
| Houston Stealth C     | 11 | 9  | 55,0 |    |
| Chicago Blaze         | 10 | 12 | 45,5 |    |
| Tennessee Fury        | 9  | 12 | 42,9 |    |
| Birmingham Power      | 9  | 12 | 42,9 |    |
| Grand Rapids Blizzard | 7  | 14 | 33,3 |    |

## Play-off

### Primo turno
| Springfield 11 aprile 2003, ore 18:00                   | Tennessee Fury | 80 – 75 (d.1t.s.) (25-30, 66-66) referto | Birmingham Power | American International College |
| \| \| \| \| \| Ferdinand 20 \| Punti \| 19 K. Miller \| |                |                                          |                  |                                |
|                                                         |                |                                          |                  |                                |
| Ferdinand 20                                            | Punti          | 19 K. Miller                             |                  |                                |

| Springfield 11 aprile 2003, ore 20:30            | Chicago Blaze | 75 – 70 (31-33) referto | Grand Rapids Blizzard | American International College |
| \| \| \| \| \| Udoka 20 \| Punti \| 19 Powell \| |               |                         |                       |                                |
|                                                  |               |                         |                       |                                |
| Udoka 20                                         | Punti         | 19 Powell               |                       |                                |

### Finale per il quinto posto
| Springfield 12 aprile 2003, ore 15:00             | Grand Rapids Blizzard | 83 – 75 (51-40) referto | Birmingham Power | American International College |
| \| \| \| \| \| Powell 22 \| Punti \| 21 Travis \| |                       |                         |                  |                                |
|                                                   |                       |                         |                  |                                |
| Powell 22                                         | Punti                 | 21 Travis               |                  |                                |

### Semifinali
| Springfield 12 aprile 2003, ore 17:00                | Houston Stealth | 70 – 67 (32-28) referto | Chicago Blaze | American International College |
| \| \| \| \| \| Thompson 31 \| Punti \| 27 Johnson \| |                 |                         |               |                                |
|                                                      |                 |                         |               |                                |
| Thompson 31                                          | Punti           | 27 Johnson              |               |                                |

| Springfield 12 aprile 2003, ore 20:00                        | Tennessee Fury | 80 – 67 (37-20) referto | Springfield Spirit | American International College |
| \| \| \| \| \| Hammon, Randall 22 \| Punti \| 23 Blodgett \| |                |                         |                    |                                |
|                                                              |                |                         |                    |                                |
| Hammon, Randall 22                                           | Punti          | 23 Blodgett             |                    |                                |

### Finale per il terzo posto
| Springfield 13 aprile 2003, ore 14:00            | Springfield Spirit | 81 – 79 (36-38) referto | Chicago Blaze | American International College |
| \| \| \| \| \| Cash 23 \| Punti \| 15 DeForge \| |                    |                         |               |                                |
|                                                  |                    |                         |               |                                |
| Cash 23                                          | Punti              | 15 DeForge              |               |                                |

### Finale
| Springfield 13 aprile 2003, ore 16:30                 | Houston Stealth | 95 – 76 (50-36) referto | Tennessee Fury | American International College |
| \| \| \| \| \| Thompson 29 \| Punti \| 21 Stafford \| |                 |                         |                |                                |
|                                                       |                 |                         |                |                                |
| Thompson 29                                           | Punti           | 21 Stafford             |                |                                |

### Tabellone
|  | Primo turno | Primo turno  | Primo turno |           |           | Semifinali | Semifinali  | Semifinali |  |  | Finale | Finale | Finale |  |
|  |             |              |             |           |           |            |             |            |  |  |        |        |        |  |
|  |             |              |             |           |           | 1          | Springfield | 0          |  |  |        |        |        |  |
|  |             |              |             |           |           | 1          | Springfield | 0          |  |  |        |        |        |  |
|  |             |              | 4           | Tennessee | 1         |            |             |            |  |  |        |        |        |  |
|  | 5           | Birmingham   | 4           | Tennessee | 1         | 0          |             |            |  |  |        |        |        |  |
|  | 5           | Birmingham   |             |           |           |            |             |            |  |  |        |        |        |  |
|  | 4           | Tennessee    | 1           |           |           |            |             |            |  |  |        |        |        |  |
|  | 4           | Tennessee    | 1           |           | Tennessee | Tennessee  | 0           |            |  |  |        |        |        |  |
|  |             |              |             |           |           |            |             |            |  |  |        |        |        |  |
|  |             |              | Houston     | Houston   | 1         |            |             |            |  |  |        |        |        |  |
|  | 3           | Chicago      | Houston     | Houston   | 1         | 1          |             |            |  |  |        |        |        |  |
|  | 3           | Chicago      |             |           |           |            |             |            |  |  |        |        |        |  |
|  | 6           | Grand Rapids | 0           |           |           |            |             |            |  |  |        |        |        |  |
|  | 6           | Grand Rapids | 0           |           | 3         | Chicago    | 0           |            |  |  |        |        |        |  |
|  |             |              |             |           | 3         | Chicago    | 0           |            |  |  |        |        |        |  |
|  |             |              | 2           | Houston   | 1         |            |             |            |  |  |        |        |        |  |

## Vincitore
| Campione NWBL 2003          |
| --------------------------- |
| Houston Stealth (2º titolo) |

## Statistiche
| Categoria             | Giocatore     | Squadra               | Stat |
| --------------------- | ------------- | --------------------- | ---- |
| Punti per gara        | Tina Thompson | Houston Stealth       | 22,6 |
| Rimbalzi per gara     | Michelle Snow | Houston Stealth       | 10,8 |
| Assist per gara       | Sue Bird      | Springfield Spirit    | 7,0  |
| Palle rubate per gara | Stacey Thomas | Grand Rapids Blizzard | 3,0  |
| FG%                   | Michelle Snow | Houston Stealth       | 62,8 |
| FT%                   | Annie Lester  | Tennessee Fury        | 95,8 |

## Premi NWBL
- NWBL Most Valuable Player: Sheryl Swoopes, Houston Stealth
- NWBL Coach of the Year: Eileen Mastrio, Springfield Spirit
- NWBL Rookie of the Year: Swin Cash, Springfield Spirit
- NWBL Pro Cup Tournament MVP: Tina Thompson, Houston Stealth